# Крістоф Бешу
Крістоф Бешу, (фр. Christophe Béchu, народився 11 червня 1974 року) — французький політик в Анже (Мен і Луара), який 20 травня 2022 р, був призначений заступником міністра з питань місцевого самоврядування, потім, 4 липня, з 2022 року обіймає посаду міністра з питань екологічного переходу та територіального розвитку в уряді прем’єр-міністра Елізабет Борн.
Колишній президент Генеральної ради Мен і Луари, він є сенатором (2004-2014 рр.), а також мером Анже та громади Анже-Норд-Західний з 2014 року. Він є членом UMP, а потім республіканців, яких залишив у 2017 році. 9 жовтня 2021 року був призначений генеральним секретарем правоцентристської партії «Горизонти».

## Політична кар'єра
Бешу представляв кантон Анже-Норд-Західний з 2001 року і був переобраний туди під час кантональних виборів у Франції 2008 року. Однак на муніципальних виборах 2008 року він зазнав незначної поразки від чинного мера Анже Жана-Клода Антоніні.
У 2009 році UMP обрала його лідером списку UMP у Західному виборчому окрузі перед виборами до Європарламенту 2009 року. В результаті він був обраний до Європейський парламент. Його список отримав 27,16% голосів і трьох євродепутатів. У парламенті він працював у комітеті з питань сільського господарства та сільського розвитку. На додаток до своїх обов’язків у комітеті, він входив до складу парламентської делегації зі зв’язків з Японією. Він пішов у відставку в січні 2011 року.
Під час муніципальних виборів у Франції 2014 року Бешу змагався з Фредеріком Беатсе, чинним президентом, і став новим мером Анже 4 квітня 2014 року. Бешу був переобраний у 2020 році.

## Політичні позиції
У 2019 році Бешу публічно заявив про підтримку чинного президента Еммануеля Макрона.
У 2022 році Bechu виступив ініціатором постанов, які дозволили знову полювати на жайворонків у Франції. Це сталося після того, як попередні правила були скасовані як такі, що порушують законодавство ЄС.